# Senat Rzeczypospolitej Polskiej III kadencji (1930–1935)
Senat III kadencji utworzony został w wyniku wyborów przeprowadzonych w Polsce 23 listopada 1930 roku, tydzień po wyborach do Sejmu (poprzedni Senat II kadencji rozwiązany został 30 sierpnia 1930 roku).
Senat III kadencji rozwiązany został 10 lipca 1935 roku. Następny senat, Senat IV kadencji, utworzony został w wyniku dwuetapowych pośrednich wyborów 25 sierpnia i 15 września 1935 roku.

## Przebieg wyborów
Frekwencja w wyborach do Senatu wyniosła 63,4%: głosowało 6 917 tysięcy obywateli.

## Wynik wyborów
- Bezpartyjny Blok Współpracy z Rządem odniósł większy sukces niż w wyborach do Sejmu: kandydaci z tego bloku otrzymali 54,7% wszystkich głosów, co dało 75 mandatów,
- na listy Stronnictwa Narodowego głosowało 12,9% wyborców – 12 mandatów,
- lista Centrolewu otrzymała 13% głosów – 14 mandatów,
- Chrześcijańska Demokracja – 2,4%, 2 mandaty,
- Blok Mniejszości Narodowych – 10% głosów, 7 mandatów (w tym blok ukraińsko-białoruski – 6,4%, lista niemiecka – 3,6%),
- kluby chłopskie – 7 mandatów,
- na listę żydowską głosowało 5,5% wyborców, jednak w wyniku dużego rozproszenia i rozbicia politycznego tego środowiska nie przełożyło się to na żaden mandat[1].

1% wyborców głosował na Komunistyczną Partię Polski, jednak nie uzyskała ona żadnego mandatu. W późniejszym okresie lewicę rewolucyjną reprezentował wybrany z listy BBWR Stefan Boguszewski.

## Praca Senatu
9 grudnia 1930 roku zwołano pierwsze posiedzenie obu izb. W czasie tego posiedzenia powołano Marszałka Senatu. Został nim Władysław Raczkiewicz (który podkreślił, że ma na przyjęcie tego stanowiska zgodę Ignacego Mościckiego) i był nim do 3 października 1935 roku. Następnego dnia przekazał urząd Aleksandrowi Prystorowi w IV kadencji Senatu.
W czasie III kadencji nastąpił szereg ważnych wydarzeń politycznych w Polsce:
- proces brzeski
- uchwalenie konstytucji kwietniowej; Senat III kadencji wniósł wiele istotnych poprawek do projektu sejmowego. Prezydent podpisał konstytucję 23 kwietnia 1935 roku
- 3 tygodnie później zmarł marszałek Józef Piłsudski
- 8 czerwca 1935 roku na nadzwyczajnej sesji Sejmu i Senatu uchwalono 3 ważne projekty ustaw: o wyborze prezydenta Rzeczypospolitej, ordynacji wyborczej do Sejmu i ordynacji wyborczej do Senatu[1].